# Jądro piersiowe tylne

Przekrój przez rdzeń kręgowy, jądro piersiowe tylne podpisane Dorsal nucleus i zaznaczone gwiazdką

Jądro piersiowe tylne (łac. nucleus thoracicus posterior) – niewielka, parzysta blaszka istoty szarej rdzenia kręgowego, rozciągająca się od segmentu (C8) Th1 do L1 (L3) w podstawie rogu tylnego rdzenia. Według podziału Rexeda jądro piersiowe tylne znajduje się w blaszce VII. W rdzeniu przedłużonym odpowiada mu jądro klinowate dodatkowe. W jądrze piersiowym tylnym leżą drugie neurony drogi rdzeniowo-móżdżkowej tylnej.
Funkcją jądra piersiowego tylnego jest przekazywanie impulsów czuciowych z wrzecionek nerwowo-mięśniowych i wrzecionek nerwowo-ścięgnowych (nieuświadomione czucie głębokie) do móżdżku.
W odniesieniu do jądra piersiowego tylnego używane są także nazwy: jądro piersiowe (nucleus thoracicus), jądro grzbietowe (nucleus dorsalis), jądro piersiowe grzbietowe (nucleus thoracicus dorsalis), jądro Clarke’a, słup Clarke’a (columna Clarke), słup Stillinga (columna Stilling), jądro Stillinga-Clarke’a, jądro piersiowe Stillinga-Clarke’a, jądro pęcherzykowe Stillinga-Clarke’a. Nazwy eponimiczne upamiętniają brytyjskiego neurologa Jacoba Augustusa Lockharta Clarke’a (który je opisał) i niemieckiego anatoma i chirurga Benedicta Stillinga.